# Aar (Lahn)
Pour les articles homonymes, voir Aar.
L'Aar est une rivière d'environ 68 km du Sud-Ouest de l'Allemagne et un affluent sur la rive gauche de la Lahn, donc un sous-affluent du Rhin. 

## Géographie
Elle coule généralement vers le nord à travers la Rhénanie-Palatinat jusqu'à la rivière Lahn et prend sa source dans les montagnes du Taunus, près de Taunusstein. La rivière traverse également les villes de Bad Schwalbach, Aarbergen, Hahnstätten et Diez.